# Revista Portuguesa de Cirurgia
A Revista Portuguesa de Cirurgia, publica artigos científicos revistos por pares, na área da Cirurgia.
É o órgão oficial e propriedade da Sociedade Portuguesa de Cirurgia.
Tem uma periodicidade trimestral.
Publicada em papel (ISSN:1646-6918) até ao número 30, passando a ser publicada exclusivamente em suporte electrónico (ISSN:2183-1165)
Segue o modelo de publicação em Acesso Livre e as recomendações do "International Committee of Medical Journal Editors" (ICMJE).

## Indexação
- SCIELO[6]
- Latindex[7]
- Index de Revistas Médicas Portuguesas[8]
- RCAAP[9]
- JournalTOCs[10]
- Journals for Free[11]